# Zbigniew Derdziuk
Zbigniew Derdziuk, né le 24 janvier 1962 à Skierbieszów, est un universitaire et homme politique polonais proche de la Plate-forme civique (PO). Il est ministre sans portefeuille entre novembre 2007 et janvier 2009.

## Biographie

### Parcours politique
Candidat sans succès dans la circonscription de Varsovie lors des élections législatives du 27 octobre 1991 sous les couleurs du Parti des chrétiens-démocrates (PChD), il dirige le cabinet du chef de la chancellerie de la Diète entre 1996 et 1997.
Il devient chef adjoint de la chancellerie du président du Conseil des ministres en octobre 1998, sous la présidence du conservateur Jerzy Buzek. Il abandonne toutefois ce poste en mars 1999.
Avec l'arrivée au pouvoir du conservateur Kazimierz Marcinkiewicz en octobre 2005, il retourne à la chancellerie en tant que secrétaire d'État. Le 17 novembre, il est désigné président du comité permanent du gouvernement, qui rassemble les secrétaires d'État et le chef de la chancellerie. Il est relevé de ses responsabilités le 13 juillet 2006, dernier jour en fonction du gouvernement.
Il est rappelé au gouvernement environ quinze mois plus tard. Le 16 novembre 2007, Zbigniew Derdziuk est renommé président du comité permanent du gouvernement, avec rang et titre de ministre sans portefeuille, dans le gouvernement de coalition du libéral Donald Tusk. Il démissionne le 13 janvier 2009 pour rejoindre le secteur privé.
Pourtant, il devient président de l'Institut de l'assurance sociale (ZUS) le 2 octobre 2009. Il annonce sa démission le 6 février 2015, effective au 31 mars.